# Darren Hayes
Darren Stanley Hayes (ur. 8 maja 1972 w Brisbane) − australijski piosenkarz, autor tekstów i podcaster. 

## Wczesne lata
Urodził się w Brisbane w stanie Queensland jako syn Judy, pielęgniarki, i Roberta Hayesa, marynarza handlowego. Wychowywał się ze starszym rodzeństwem − siostrą Tracey i bratem Peterem. Uczęszczał do Mabel Park State High School w Brisbane i studiował na University of Queensland. W szkole Hayes był zastraszany oraz maltretowany fizycznie i słownie.

## Kariera
Hayes był frontmanem i wokalistą popowego duetu Savage Garden, aż do jego rozwiązania w 2001. Ich album Savage Garden (1997) zajął pierwsze miejsce w Australii, drugie w Wielkiej Brytanii i trzecie w Stanach Zjednoczonych. Wydał single „I Want You”, „To the Moon and Back” oraz numer 1 w Australii i USA „Truly Madly Deeply”. Duet odniósł sukces z Affirmation (1999), który dostarczył dodatkowych hitów, takich jak numer 1 w USA „I Knew I Loved You” i numer 3 w Australii „The Animal Song”. Savage Garden rozpadł się w 2001. Sprzedali ponad 23 mln albumów na całym świecie. 
W 2002 Hayes wydał swój pierwszy solowy album Spin, który sprzedał się w dwóch mln egzemplarzy na całym świecie, zadebiutował na 2. miejscu w Wielkiej Brytanii i 3. w Australii. Wydał hitowy singiel „Insatiable”. Drugi album Hayesa, The Tension and the Spark, ukazał się w 2004. Rozstał się ze swoją wytwórnią Columbia Records w 2006 i założył własną niezależną wytwórnię płytową Powdered Sugar, z którą wydawał This Delicate Thing We’ve Made (2007) i Secret Codes and Battleships (2011).

## Życie prywatne
Darren Hayes ożenił się z Colby Taylor − przyjaciółką jeszcze z lat szkolnych. Ich małżeństwo trwało 6 lat od 1994 do 2000. Jednak już w 1998 żyli w separacji. W 2004 osiadł w Londynie.
19 czerwca 2006 Darren wszedł w związek partnerski tym razem z mężczyzną, z którym był od trzech lat − Richardem Cullenem; uroczystość odbyła się 19 czerwca tego roku w Londynie. Darren nie miał w zwyczaju rozmawiać o swoim życiu prywatnym i orientacji seksualnej. Nie ogłosił związku partnerskiego z Richardem Cullenem aż do 17 lipca, kiedy informacja o zawarciu związku pojawiła się na oficjalnej stronie internetowej. Zanim Darren wyjawił prawdę, imię i nazwisko Richarda Cullena pojawiło się na stronie Hayesa jako projektanta okładki płyty So Beautiful. Orientacja seksualna Hayesa była podawana w wątpliwość, więc większość fanów nie była zaskoczona informacją o związku partnerskim ich idola. W 2013 w Kalifornii Darren i Richard pobrali się w geście poparcia dla praw małżeństw osób tej samej płci. W 2023 roku po 10 latach małżeństwa Darren i Richard ogłosili rozwód, jako powód podając "różnice nie do pogodzenia".

## Dyskografia

### z Savage Garden
- Savage Garden (1997)
- Affirmation (1999)
- Truly Madly Completely: The Best of Savage Garden (2005)

### Solowo
- Spin (2002)
- The Tension and The Spark (2004)
- This Delicate Thing We've Made (2007)
- Secret Codes and Battleships (2011)

### Single
- 2002 "Insatiable"
- 2002 "Strange Relationship"
- 2002 "I Miss You"
- 2003 "Crush (1980 me)"
- 2004 "Pop!ular"
- 2004 "Darkness"
- 2004 "Unlovable"
- 2005 "So Beautiful"
- 2007 "Step Into the Light" (remixes for clubs only)
- 2007 "On The Verge of Something Wonderful"
- 2007 "Me Myself and (I)"
- 2007 "Who Would Have Thought" − tylko w wersji cyfrowej
- 2008 "Casey" − tylko w wersji cyfrowej
- 2011 "Talk Talk Talk"
- 2011 "Black Out the Sun"
- 2012 "Bloodstained Heart"

### DVD
- 2006 Too Close For Comfort Tour Film
- 2006 A Big Night In With Darren Hayes
- 2008 The Time Machine Tour
- 2008 This Delicate Film We've Made